# 华大基因
深圳华大基因股份有限公司（深交所：300676）为中国华大集团旗下子公司，曾参与多个基因研究项目而得到关注。2017年，华大基因于深圳证券交易所创业板上市。

## 发展历程
華大于1999年9月9日成立。2017年7月14日，深圳華大基因股份有限公司在深圳证券交易所创业板上市。華大基因提供科學技術和精準醫療服務，通過基因檢測、質譜檢測、生物信息分析等多組學大數據技術手段，為醫療機構、科研機構、社會衛生組織等提供研究服務和精準醫學檢測綜合解決方案。華大基因致力於科學發展及創新，科研成就及貢獻得到廣泛認可。在2016年的自然指數排名（Nature Index Annual Tables）中，華大名列亞太地區生命科學產業機構（life science - corporate）第一位，並連續七年蟬聯該排名第一。

## 科研

### 人類基因組計劃
1999年9月1日，於英國茵格斯頓舉行的第五次人類基因組測序戰略會議上，華大基因創始人之一楊煥明提出，中國願承擔人類3號染色體短臂端粒一側約30厘摩爾（相當於約3,000萬個鹼基對）區域的測序和分析任務，佔整體人類基因組測序工作的1%，成為人類基因組計劃成員當中唯一一個發展中國家。
於同年9月成立的華大基因，與其餘14隊來自不同中心或學院組成的“中國人類基因組聯盟”（The Chinese Human Genome Consortium）即投入基因組測序工作，在1999年10月至2000年3月期間，進行了500,000桑格法核酸測序反應（Sanger sequencing reactions），成功完成6,400萬個鹼基對的測序原始數據，與其他五國科學家組成首個人類基因組序列草圖。其後，經過進一步的測序及分析，“中國人類基因組聯盟”呈交3,800萬個鹼基對的測序完整數據，與其他五國科學家共同完成《人類基因組的初步測序和分析》。在人類基因組序列草圖發佈記者會上，時任美國總統克林頓對中國的貢獻表示肯定和感謝 。相關結果發表於《自然》科學雜誌上，為人類基因科學立下重要里程碑，其重要性與曼哈頓原子彈計劃及阿波羅登月計劃可相比擬。

### 水稻基因組計劃
水稻（籼稻）基因組工作框架圖：華大基因於2000年啟動水稻基因組計劃，希望通過測序找出水稻產量相關基因，並於2002年在《科學》期刊以封面文章發佈首個水稻（籼稻)）因組的工作框架序列圖，文章先後被引用接近四千次。此次由中國科學家合作完成的水稻基因工作框架圖，是繼人類基因組之後完成測定的最大的基因組，也是當時測定的最大植物基因組。 水稻作為第一個完成基因組測序農作物，對解決全球糧食問題具有重要意義，建立了改善水稻品質、提高水稻產量的重要基礎，並被當時《科學》雜誌期刊編輯認為水稻基因組研究工作，對人類健康的重要性在接下來的二十年較人類基因組更大。
水稻基因組精細圖：華大基因於2005年2月在《PLOS Biology》科學期刊發佈籼稻和粳稻的水稻全基因組精細圖及相關分析，發現其中只有2-3%基因是兩個水稻亞種特有的，為科學家研究各個水稻亞種的差異，在新層面上探討雜交優勢的機理，以及為禾本科植物的比較基因組學和進化研究奠定了基礎。 
全球3,000份水稻核心種質資源重測序計劃： 2011年，華大基因與中國農業科學院（CAAS）和國際水稻研究所（International Rice Research Institute）共同啟動“全球3,000份水稻核心種質資源重測序計劃”，在原有科研基礎上，對3,010 份亞洲栽培水稻基因組變異進行了深入分析，並把一系列的研究成果發表於2018年4月《自然》科學期刊上，包括發現數個未曾發佈的水稻亞群組，並同時恢復Xian(籼)/Geng(粳)的命名系統，以更能夠反映水稻亞種之間的關係及演化，被國內外後續發表的水稻研究文章所使用。

### 炎黄计划
2007年，華大基因於深圳展開名為“炎黃一號”計劃，約於半年內成功繪製首張亞洲人基因圖譜 。科學家在這研究中找出逾三百萬個多態性位點（single-nucleotide polymorphisms），並與資料庫已有的白種人基因組比較，發現當中的13.6%，即約41.7萬例遺傳多態性位點是亞洲人基因圖譜中獨有的，並對相應的基因功能進行了探討，較全面地闡述了中國人基因組結構的特徵。“炎黃一號”作為中國人參照基因組序列，從基因組學上對中國人與其他族群在疾病易感性和藥物反應方面差異作出了解釋，揭示了中國人自主的基因組研究與中國人的醫學健康事業發展的重要關聯性和必要性，對中國的基因科學研究和產業發展具有重要的指導意義，该研究於2008年11月在《自然》科學期刊以封面文章發表。

### 國際大熊貓基因組計劃
從北京奧運會的吉祥物大熊貓“晶晶”抽取樣本，利用短序列（short-reads）模式組裝全球首個熊科動物、也是第二個肉食類動物的基因圖譜，包含2.25千兆（Gb）個鹼基對，並於2010年1月在《自然》科學期刊以封面文章發佈。研究進一步支持大多數科學家所持的“大熊貓屬於熊科動物”的觀點，並為日後使用次世代基因測序技術，快速省時地組裝大型真核生物（eukaryotic），如哺乳類動基因圖譜奠定了基礎。研究指出，相比於自然環境，人類活動對其造成的影響更為嚴重。
基於是次的研究結果，科學家進一步為34隻大熊貓進行繪製基因圖譜，佔全球大熊貓總數五十分之一，數量之大讓科學家更清晰掌握大熊貓的種群演化史。這篇以封面文章發表於2012年12月科學期刊《Nature Genetics》的研究，指出全球氣候變化是上百萬年來熊貓種群波動的主要驅動因素，人類活動有可能是近期熊貓種群分化和數量嚴重下降的重要原因，為評估和建立其他瀕危物種的保護方法提供了範例。
與浙江大學和中國大熊貓保護研究中心等單位聯合發佈的大熊貓超高品質基因組研究中，在染色體層次上組裝了迄今為止最為完整的大熊貓兩個亞種的基因組，進一步比較四川和秦嶺兩個亞種，找到低繁殖率的遺傳基礎，為大熊貓的演化、繁育、保護等研究提供了資源，該研究於2021年2月發表於《Science Bulletin》。

### 國際千人基因組計劃
2008年1月，華大基因與英國茵格斯頓的桑吉爾研究所，及美國國立衛生研究院下屬的國立人類基因組研究所，一同啟動國際“千人基因組計劃"，透過為約1,000人進行基因組測序工作，以描繪更仔細的人類基因圖譜，找尋及分類不同的基因差異。當中，華大基因承擔400個全基因組樣本的測序和分析工作。
國際“千人基因組計劃"先導階段的成果在2010年10月27日以封面文章形式發表在《自然》科學期刊上。第二階段的研究通過對14個種族的1,092個個體的研究，探索人類遺傳性疾病中表現型和基因型之間的聯繫，研究成果於2012年10月31日在《自然》科學期刊上發表。華大基因於2015年在《自然》科學期刊發表兩篇文章，包括發現多一倍變異位點，揭示基因的多樣化與疾病之間的關係，例如患病風險及對藥物的反應的差異等。

### 腸道微生物菌群研究
華大基因與歐洲7個國家、13個研究所聯合組成MetaHIT（Metagenomics of the Human Intestinal Tract）， 通過研究人類腸道中的微生物群落，進而了解其功能和對人類健康的影響。成果於2010年3月以封面文章的形式在《自然》科學期刊發表，研究共獲得330萬個人體腸道元基因組的參考基因，約是人類自身基因的 150 倍，這個基因集包含了絕大部分目前已知的人體腸道微生物基因。該文章是迄今為止在腸道微生物研究領域引用率最高的一篇文章，引用次數超過1萬。
人類腸道微生物宏基因組與2型糖尿病：華大基因在人類腸道微生物的宏基因組領域上，在2012年《自然》科學期刊發表研究文章，對345個腸道微生物的DNA的進行深度鳥槍測序（deep shotgun sequencing），成功確定並驗證了大約60,000個與2型糖尿病相關的標記，並建立了宏基因組連鎖群的概念。此項發現有助監察腸道健康，並對如2型糖尿病般常見疾病提供輔助評估方法。
腸道微生物與肥胖研究：華大基因聯合法國農業科學研究院、哥本哈根大學等機構的研究人員，通過對肥胖和非肥胖人群的腸道菌群進行研究，發現肥胖和非肥胖人群腸道菌群的種類和數量存在顯著差異，並指出腸道菌群可以作為新的切入點，為肥胖問題提供新的預防和治療思路。研究於2013年8月29日在《自然》科學期刊線上發表。
擴展人類腸道微生物的宏基因組：華大基因其後把1,018個先前測序的人類腸道微生物基因組，與249個MetaHit項目的新測序樣本結合，以創建一個來自三大洲的隊列，該隊列至少比當前的基因目錄中使用的隊列大三倍，當中包含9,879,896個基因的綜合基因目錄。該目錄包含了大部份腸道微生物接近完整的基因集，這些基因的質量也比以前的基因目錄要高，進一步擴展人類腸道微生物的宏基因組，研究於2014年7月6日在《Nature Biotechnology》科學期刊發表。

### 大肠杆菌基因
2011年德国爆发大肠杆菌疫情。6月5日，华大基因首先完成大腸桿菌O104:H4型的基因定序，通過對大腸桿菌的12個毒力基因、適應基因分析，研究人員判斷2001年德國從腹瀉病人分離的01-09591菌株應為這次O104:H4型大腸桿菌的直接祖先，其毒性基因與本次菌株大致吻合，但本次菌株經過十年演化後，攜帶了許多以前沒有的抗藥性基因。該研究有利於進一步解釋導致此次菌株致病能力如此之強的原因，並將為疾病的起源、來源、傳播提供線索。

### 家蠶基因組計劃
華大基因與西南大學合作，在科學期刊《科學》上發表了家蠶基因組測序和分析的研究成果，是當時最詳盡的家蠶基因組序列數據，加快了家蠶的基因組和生物學研究。通過對40種具有不同地理區域、生理特性和經濟性狀的家蠶與野蠶進行大規模的重測序，來闡述歷史演進、人口結構以及家養過程。研究發現與家養和人工選擇相關的目標基因和基因組區域，並為具商業價值的特質，包括提高蠶絲質量的、抵禦害蟲等提供重要基因線索。其後華大基因與其他國際家蠶基因組聯盟（The International Silkworm Genome Consortium）的科學家，共同開展了大型基因組研究，增加科學界對家蠶的馴化及與其野生先祖差異的認識。此外，由於家蠶與不少農業害蟲都是鱗翅目昆蟲，故此家蠶的基因組資料可幫助了解及抗擊害蟲對世界糧食及纖維生產的破壞。
2015年，华大基因参与家蚕基因组功能研究项目，获2015年度国家自然科学奖二等奖。项目通过40个家蚕突变品系和中国野桑蚕全基因组序列研究，获632.5亿对碱基序列（63.25Gb），覆盖99.8%基因组区域。此项目也是世界第一张基因组水平上蚕类单碱基遗传变异图谱。

### 鷹嘴豆研究
華大基因開展一系列關於鷹嘴豆的研究，最初於2013年1月27日在《Nature Biotechnology》科學期刊發表，初步鑒定育種相關基因，奠定鷹嘴豆基因組學研究的基礎。其後由國際半乾旱熱作物研究所（ICRISAT）牽頭，聚集全球11個國家和地區的41個組織，包括華大基因，共57位研究人員，為3,366個鷹嘴豆樣本進行基因測序工作，包括3,171人工種植及195個野生鷹嘴豆樣本，於2021年11月11日在《自然》科學期刊發表鷹嘴豆基因差異圖譜，是最大的植物基因圖譜之一。基於基因組資料的育種方法，進一步推動了鷹嘴豆育種實踐的發展，為更多農作物的改良指明了方向，也為糧食安全問題提供了新的解決方案。

### 地球生物基因組計劃
2018年11月，華大基因與加州大學戴維斯分校基因組學家哈瑞斯·萊文等聯合發起地球生物基因組計劃（Earth BioGenome Project, EBP），旨在對所有已知的真核生物進行基因組測序，旨在破譯地球上已知的真橫生物基因組，以基因組學研究全面地了解地球生命的起源、物種間關係和演化規律，促進全球生物多樣性的保護和利用。該計劃的目標是提供所有180萬種已命名的植物、動物和真菌以及單細胞真核生物的完整DNA序列目錄。根據計劃，華大基因將承擔萬種植物基因組計劃（10KP）、萬種鳥類基因組計劃（B10K）、千種魚類轉錄組計劃（Fish T1K）、300種（屬）螞蟻的基因組測序工作。地球生物基因組計劃被稱作繼人類基因組計劃之後的“下一個生物學登月計劃”。

### 馬里亞納海溝生態環境科研計劃
馬里亞納海溝是地球最深的海溝，蘊含無數珍貴資源，極具研究價值。2021 年，來自10個單位及組織，包括華大基因，超過60位研究人員共同發起《馬里亞納共識》，建立深海考察標準化平台，以長期保存和共享深海科學樣本和數據，實現深海考察的國際合作。並同時啟動馬里亞納海溝生態環境科研計劃（Mariana Trench Environment and Ecology Research Project, MEER) ，邀請中國及海外的專家學者，一起探索及處理眾多重大科學議題，包括生命的起源、環境演化、生物多樣性、氣候變化。研究團隊乘坐”探索一號”科考船，進入隨航的“奮鬥者”號載人潛水器，抵達馬里亞納海溝最深處的挑戰者深淵（Challenger Deep），採集了一批深淵水體、沉積物、岩石和生物樣品，為比較不同深淵特種環境、地質與生命等多學科研究提供了寶貴資料和樣品，並相信華大基因的成熟基因測序技術，可進一步擴闊上述研究的維度。

### 幹細胞研究
華大基因聯同其他科學家，首次獲得了相當於受精卵發育3天的胚胎細胞，讓誘導得到的細胞從多能幹細胞（pluripotent stem cell）變成了全能性幹細胞（totipotent stem cell），研究成果已於2022年3月在《自然》科學期刊發佈。此項研究首次建立了讓多能幹細胞返回到與8細胞胚胎相匹配的人類發育週期中的早期階段的方法。這是迄今為止在體外獲得的最年輕的人類細胞，因此具備非常強的發育潛力。全能性幹細胞重建了受精卵僅分裂3次後的胚胎狀態，相比過去的多能幹細胞，這種細胞可以分化為胎盤組織，並可能發育成為更優質的各類身體組織。這項研究為合成生物學與再生醫學的研究的發展奠定基礎，也將有助於解開早期人類胚胎發育的秘密，治療與發育有關的早期疾病。

### 人類器官和系統生物年齡測量
透過分析各種的生理數據，由免疫學、代謝學，到腸道微生物基因學等，發現身體不同器官的老化速度並不相同，以致不同系統及器官的生物年齡，與實際年齡（chronological age）未必一致。為此，研究人員也研發了一種可測量各種器官和系統生物年齡的工具，有助了解它們生理功能的退化和下降程度，幫助醫生為病人提出個人化的醫學意見。多組學研究于2022年3月在《Cell Reports》發表。而利用基因檢測去量度器官及系統的生物年齡，也為華大基因日後的基因檢測應用帶來啟示。

## 業務及合作

### 國際基因組學大會
由華大基因主辦的國際基因組學⼤會（International Conference on Genomics, ICG）是組學（omics）領域一年一度的全球性學術活動，於2006年首次舉行。華大基因聯同其他合作夥伴邀請全球專家，就不同組學，例如基因組學、蛋白組學、代謝組學等的生命科學範疇，發表最新研究並進行各類學術交流。國際基因組學⼤會以“基因科技造福人類”（Omics for All）為主題，旨在為生命科學提供交流平台，促進全球範圍內組學研究的合作、創新和應用。多年來已先後有超過13,500名專家出席會議，成為一個重要國際學術會議。
第十六屆國際基因組學⼤會（ICG-16）於2021年10月召開，大會主題為“組學與國際合作”，會議涵蓋多個領域，探討目前世界上困擾人們的三大問題：生物多樣性損失、氣候變化及公共衛生危機。大會宣佈時空組學國際合作中心落成，成為了全球首個時空組學國際合作中心。

### 時空組學聯盟
華大基因發起的時空組學聯盟（SpatioTemporal Omics Consortium, STOC）是由來自哈佛大學、劍橋大學、牛津大學等16個國家的80多位科學家組成的國際化科學聯盟。
2022年5月4日，華大基因以時空組學專題的形式發佈了全球首批生命時空圖譜，該時空圖譜首次從時間和空間維度上對生命發育過程中的基因和細胞變化過程進行高精度的解析。通過運用時空組學技術Stereo-seq，首次繪製了小鼠、斑馬魚、果蠅、擬南芥四種模式生物胚胎髮育器官的時空圖譜。系列研究展現出動植物器官形成過程中細胞的動態演化，其中小鼠胚胎髮育時空圖譜的科研以封面文章形式在《細胞》科學期刊發表，研究人員通過Stereo-Seq技術對發育中的小鼠胚胎以高分辨率和測序深度進行組織的分析和研究。另外三項研究描述了使用Stereo-Seq繪製發育中的果蠅胚胎和幼蟲、斑馬魚胚胎髮生和擬南芥葉片轉錄組分析的過程，登上了《細胞》子刊《發育細胞》的封面。
時空組學被《自然-方法》評為2020年度技術，在2022年再度被《自然》評為值得關注的七大年度技術之一。華大的時空組學技術能同時實現“亞細胞及分辨率”和“釐米級全景現場”，並可以實現基因與影像同時分析。科研人員可以利用時空圖譜對識別組織內特定細胞的特征，為認知器官結構、聲明發育、人類疾病以及物種演化提供新的研究方向。

## 争议

### IPO文件數據不一致爭議
2017年11月，华大基因IPO的不同版本申报稿中，出现了数据不一致的“打架”现象，引发了媒体关注；当月27日，深圳证券交易所发函询问，华大回应为统计口径不一致导致。由于未能实现真实、准确的披露，市场对华大保持怀疑态度。
至2018年6月，华大基因完成7个月蒸发680亿，经营现金流净额下滑。同月，天涯社区出现举报文章，华大基因在连续负面话题后又陷入“圈地门”；而《华大癌变》文章对其无创基因检测技术抱持质疑。华大股价继续下跌，半个月内市值蒸发百亿；一周内三度发布增持公告。

### 2019年虛報利潤爭議
2019年4月，因为净利润虚增千万，深圳证监局对其发送行政监管措施决定书，华大基因回应辩称为信息系统不完善等原因导致。至2019年5月，其市值较其高峰期跌去近七成。

### 基因授权争议
2018年10月，中國科技部网站公布了六项人类遗传资源行政处罚，其中就包括華大基因。華大基因的行政处罚决定书显示，華大基因主要是与复旦大学附属华山医院未经许可与英国牛津大学开展中国人类遗传资源国际合作研究，同時未经许可将部分人类遗传资源信息从网上传递出中國境外。

### 列入美国实体清单
2020年7月，新疆絲路華大基因科技與北京六合華大基因科技，因被指控“涉嫌強制採集維吾爾人與其他穆斯林少數民族基因作研究，以打壓維族人”，被美國商務部列入实体清单。对于公司旗下两家公司被列入实体清单，华大集团表示不解和遗憾。

### 与Illumina的诉讼争议
华大基因与Illumina最初为供应关系（Illumina为华大基因供应商）。2005年随着第二代测序技术出现，Illumina开始进行自行研发，并通过在2006年以6亿美元天价收购Solexa进入测序仪行业。而与此同时另一个竞争对手454公司由于2007年被罗氏收购（后2016年因市场竞争不足被淘汰）。华大基因为保证其市场份额，于2012年斥资1.18亿美元收购了硅谷的DNA测序公司Complete Genomics。而2013年，Illumina通过收购Verinata Health（非侵入性胎儿预测技术）继续强化市场地位。2019年开始双方公司的诉讼开始增加，双方在德国、丹麦、瑞典、瑞士、土耳其和英国等地均有诉讼。2020年3月，Illumina在其总部所在地美国加利福尼亚北区联邦地区法院提起诉讼，并于同年6月获得胜诉，华大基因被要求停止在美国销售MPS测序和CoolMPS化学测序技术的基因测序仪。

### 疑與解放軍合作
2021年，路透社報道，華大基因同解放軍疑有密切聯繫，包括與解放軍的超級電腦專家共同分析由呼吸道病源到腦部研究等多個項目。自2019年冠狀病毒病爆發以來，華大在全球各地銷售數以千萬計試劑，美國安全部官員曾警告當地的研究中心不要採用中國的試劑，認為中國可能借此收集外國人的基因數據以協助自己的研究，惟華大強烈否認；並引述一名曾在美國國會聽證會作供的智囊組織的高級研究員，指出解放軍致力於腦部、基因編輯以至人工基因組創建等研究，將來甚至可能配合生物武器的應用，又指美國政府應該關注華大基因同解放軍的聯繫。華大回應報道時強調公司向來遵守有關開放科學，數據共享和基因組研究的國際標準及中國法律，又強調同解放軍的合作只是屬於學術研究，並強烈否認任何同解放軍聯繫的指控，尤其是有關2019年冠狀病毒病測試的指控。

### 檢測屢次出錯
華大基因是香港2019冠狀病毒檢測服務的主要承辦商，但檢測接連出現問題，多次出現假陽性或假陰性結果，延誤發放陰性報告等，更多次令假陽性的受測者無辜被送入醫院，其密切接觸者亦被送往檢疫中心，而他們上班或上學的場所更因此被停工停課。2021年4月22日華大基因向衛生署上報有多達30個樣本驗出陽性，卻與其他機構複檢的結果不符，而且多個樣本之間缺乏環境關連，港大微生物系教授袁國勇前往華大基因的實驗室調查時發現，華大基因處理樣本涉及多項不當，導致標本發生交叉污染，使兩個真陽性的樣本污染數十個樣本。袁國勇指出華大基因的化驗人員在開啟樣本瓶時對氣泡的處理失當，未有注意氣泡爆開時造成手套及儀器受病毒污染；記錄用的紙本工作單不應貪方便放在容易受到病毒污染的安全櫃內；而盛載樣本瓶的托盤不應未經消毒便重覆使用；他建議華大基因須要徹底為化驗室進行消毒。雖然最後發現28個樣本是因為華大基因處理不當而被驗出「陽性」，但受影響的受測者及其緊密接觸者多達近百人當時已被無辜被送入醫院或禁閉營。對此，行政長官林鄭月娥表示特區政府會嚴肅處理，但她以擔心削弱香港整體抗疫能力為由，拒絕更換承辦商，而華大基因的其中一個董事是港區全國政協委員胡定旭，他曾出任香港醫院管理局主席。
華大基因隨後於5月又發生多次檢驗卻未能驗出帶病毒樣本的事件，導致變種病毒流入香港社區，這4名來自印度及菲律賓的人士在4月抵達香港後按規定在酒店接受強制隔離21天，期間曾多次接受華大基因的人員提取樣本及進行檢測，但華大基因始終未能在多次檢測中驗出他們帶有病毒，這4名帶有變種病毒的確診者於檢疫期滿後進入社區，引致香港多座樓宇的居民需要被隔離檢疫。

### 職員懷疑在工作間遭原始冠狀病毒株污染
2021年5月4日，華大基因香港化驗所有一名29歲男職員在接受定期病毒檢測時，被安球醫學化驗所和相達生物科技發現他帶有2019冠狀病毒，故此被列為陽性個案，並且感染源頭不明。該名男職員已經接種兩劑BioNTech供應的復必泰疫苗，近期也沒有離開香港，該名職員其後被送入醫院，先後再進行四次病毒檢測，結果卻是陰性，當局因而將該確診個案（編號：11801）註銷，但需要進一步跟進之前被驗出陽性的原因，衞生防護中心及香港大學為該名華大基因職員的樣本進行基病毒因排序後，發現華大基因員工的樣本帶有在2020年年初流行的武漢原始病毒株，但該種原始病毒株已有一年在香港沒有被檢出，因此該名華大基因職員不可能在日常生活環境中受到這種原始病毒株污染，並懷疑他在華大基因的工作間受到病毒污染，或該職員的樣本在安球醫學化驗所受到污染，當局已要求華大基因及安球醫學化驗所提交報告。安球醫學化驗所稱不會使用完整的病毒進行基因比對，只會使用病毒核酸的一段基因片段。香港大學公共衛生學院教授潘烈文表示化驗所進行陽性比對時會使用武漢原始病毒株對照，以此提高化驗結果的可信度，但如果因此污染檢測樣本，便不會單單只有該名男子的樣本受到污染，潘認為安球醫學化驗所造成該名男子的樣本假陽性的機會很低。華大基因否認有使用武漢原始病毒株進行樣本陽性比對，又稱該名職員從未進入樣本化驗室。香港大學微生物學系袁國勇教授於5月17日先後前往安球醫學化驗所及華大基因進行調查，得悉該名華大基因男職員被驗出對病毒陽性前，曾經在華大基因的實驗室工作及在2樓的休息室留宿，2樓同時設有基因排序的實驗室，而3樓設有華大基因用於檢測新型冠狀病毒樣本的實驗室。袁國勇稱該名男職員有很大機會在2樓留宿時受到空氣中的病毒DNA樣本污染，包括透過吸入或接觸導致鼻腔及喉嚨沾染病毒的DNA，而且病毒的DNA比RNA狀態穩定，導致該員工接受病毒檢測出現陽性結果，但病毒的DNA不同於具傳染性的RNA，病毒的DNA樣本不具傳染性，並且常用於基因排序，在大學研究亦常用到，華大基因有做相關的研究，安球醫學化驗所則沒有，因此污染問題是出在華大基因。而今次有華大基因員工受到武漢原始病毒株DNA樣本污染應屬個別事件，再發生的機會很低。袁國勇建議華大基因在房間不使用時可使用紫外光燈殺滅殘留的病毒DNA質粒，減低員工受到污染的機會。袁國勇表示已經採集兩家化驗所的環境樣本作進一步化驗。華大基因回應稱會落實袁國勇教授提出的建議。